# Relations entre la France et le Venezuela
Les relations entre la France et le Venezuela désignent les relations diplomatiques bilatérales s'exerçant entre, d'une part, la République française, État principalement européen, et de l'autre, la république bolivarienne du Venezuela, État d'Amérique du Sud. 

## Histoire
En 1543, des pirates français arrivèrent sur les ruines de Nueva Cádiz in Cubagua, où se trouvaient encore une dizaine d'habitants : ils laissent la ville ravagée par les flammes et provoquant une fois de plus l'abandon de l'île.
En 1678, la flotte française sous le commandement de l'amiral d'Estrées fait naufrage lors d'une tentative ratée de s'emparer de l'île hollandaise de Curaçao lorsqu'elle entre en collision avec les récifs coralliens de l'archipel de Las Aves.
L'amitié franco-vénézuélienne s'est ralliée à la participation du général vénézuélien Francisco de Miranda à la bataille de Valmy en 1792, à l'expédition botanique française Aimé Bonpland et Alexander von Humboldt au Venezuela (1799-1800) et au voyage de Simon Bolivar à Paris et à Amiens entre 1801 et 1806.
L'occupation de l'Espagne par la France napoléonienne a donné aux Créoles vénézuéliens l'opportunité de s'émanciper de Madrid, avec la création de la Junte suprême de Caracas en 1810.
Dans les troupes commandées par Miranda et Bolívar pendant la guerre d'indépendance du Venezuela, il y aura une présence abondante d'officiers français tels que Jean Rolichon, le colonel Joseph du Cayla, le lieutenant Colot, le colonel Rafael Chantillon, le colonel  Manuel Serviez, le capitaine du navire Renato Beluche, le corsaire Luis Aury, Luis Perú de Lacroix, Atanasio Girardot, Jean Lafitte,  Prospero Révérend, Juan José Dauxión Lavaisse, Jean Baptiste Bideau, Pierre Labatut, Augustine Gustave Villaret, Charles Eloi Demarquet, Henri Louis Villaume Ducoudray Holstein, entre autres.
En 1816, pour aider Simon Bolivar et financer son expédition des Cayos dans le sud-ouest d'Haïti, l'homme d'affaires Benoît Chassériau forme un consortium avec Jean Pavageau, Michael Scott, George Robertson, S. Campbell et Maxwell Hyslop. 
C'est le général Mariano Montilla qui recommanda au  Prospero Révérend de prendre en charge la santé du libérateur Simón Bolívar dès son arrivée à Santa Marta, le 1er décembre 1830. Pendant les jours suivants, le Révérend travaillerait sans salaire pour s'occuper de Bolívar, étant son dernier médecin. Les 33 bulletins rédigés par lui ainsi que le protocole d'autopsie constituent la seule preuve médicale de la maladie et de la mort de Bolívar.
Avec la dissolution de la Grande Colombie en 1830, la France et la jeune République du Venezuela firent les premiers pas dans leurs relations d’État à État. En 1833, une première convention bilatérale est signée et un consul français est nommé à Caracas et à La Guaira. En 1839, un traité d'amitié, de commerce et de navigation est signé.
Antonio Guzmán Blanco (1829-1899) était le plus "francophile" des présidents vénézuéliens. Il a stimulé la croissance économique de la nation de 1870 à 1887, date à laquelle il a fait son départ définitif vers son Paris bien-aimé. Il a toujours essayé de faire du Venezuela une France tropicale. L'une de ses réalisations urbanistiques a été la construction du premier pont de fer, Puente Hierro, à Caracas qui reliait le centre-ville au sud de la ville.
En 1897, après la signature du traité de Washington, Paris fut choisie comme siège neutre d'un tribunal binational pour régler le différend sur le territoire d'Essequibo en litige entre les États-Unis du Venezuela et l'Empire Britannique, avec un délai de trois mois pour rendre une sentence arbitrale.
Le 3 octobre 1899, la Cour binationale établie à Paris par des juges britanniques et américains représentant le Venezuela, s'est prononcée à l'unanimité en faveur du Royaume-Uni après s'être réunie pendant seulement six jours consécutifs sur les trois mois dont elle disposait comme le prévoyait le traité de Washington. La décision n'a favorisé le Venezuela que pour conserver les embouchures du fleuve Orénoque et une partie du territoire adjacent, tandis que le Royaume-Uni se verrait attribuer une grande partie à l'ouest des mille kilomètres du fleuve Essequibo, qui serait plus tard délimitée par une frontière vénézuélienne. - Commission mixte britannique.
En 1939 le cabinet Prost, Lambert and Rotival a proposé un plan monumental pour Caracas structuré autour de l'avenue Simón-Bolívar, qui ne sera pas réalisé. 
Le Venezuela est la première étape du voyage de Charles de Gaulle en Amérique du Sud, un périple de 32 000 km s'étalant du 21 septembre au 16 octobre 1964 qui permet au président français de visiter dix pays sud-américains. Il atterrit à le 21 septembre 1964 à l'aéroport Maiquetía qui dessert la capitale Caracas. En réponse à l'allocution de bienvenue du président vénézuelien Raúl Leoni, il déclare « Pour la première fois dans l'Histoire, un chef d'État français se rend officiellement en Amérique du Sud ». Il se rend ensuite en cortège dans une décapotable à Caracas. Il s'y exprime devant les membres du Congrès de la République, évoquant la figure de Francisco de Miranda, précurseur des mouvements d'indépendance des Amériques hispaniques, dont le nom est inscrit sur l'Arc de triomphe de l'Étoile. Il procède à un échange de décorations avec son homologue vénézuelien, recevant de ses mains l'Ordre du Libérateur et poursuit son périple vers la Colombie le 22 septembre dans l'après-midi.

### Arrestation et procès o Carlos El Chacal
Le directeur adjoint de la DST, Jean-François Clair, apprend de la CIA que Ilich Ramirez Sanchez se trouve au Soudan courant 1994. Prenant contact avec les services soudanais, qui nient que le terroriste se situe sur leur sol puis qui le reconnaissent, la DST mène une enquête pour le localiser. Le 14 août 1994 à Khartoum, la DST, dirigée alors par le préfet Philippe Parant, parvient à le faire enlever sur ordre de Charles Pasqua alors ministre de l'Intérieur, sans mandat d'extradition et avec le soutien du gouvernement soudanais, puis à le ramener, anesthésié, dans un avion militaire qui atterrit à l'aéroport de Villacoublay. Il est incarcéré en France à la prison de la Santé le 15 août 1994. Sa capture a eu lieu pendant qu'il était endormi pour une chirurgie plastique qui visait à cacher son identité. Le président de la République du Venezuela Hugo Chávez considérera, en 2009, qu'il s'agissait d'un kidnapping[réf. nécessaire].

## Liens économiques

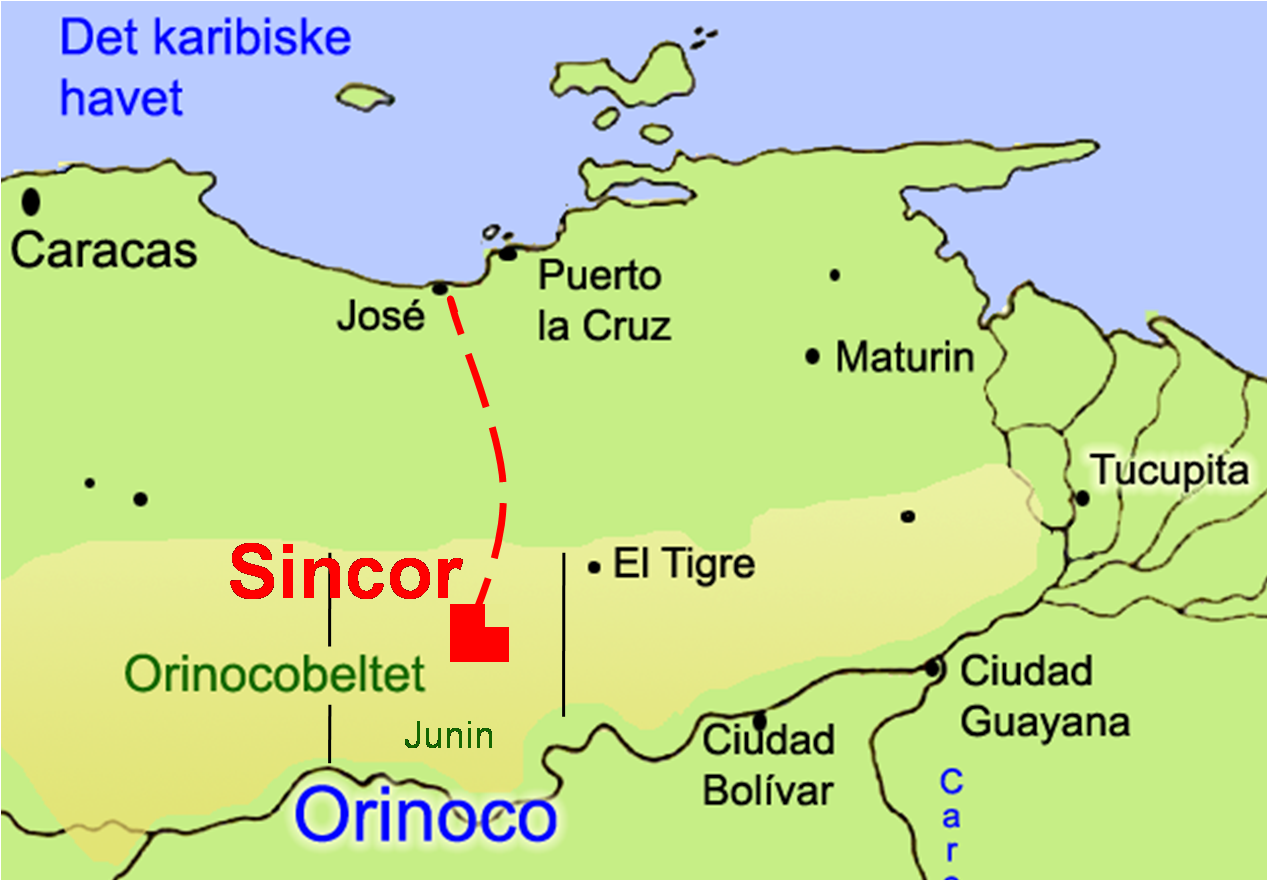
Carte faisant figurer le projet Sincor, refusé à Total SA par le gouvernement vénézuélien.

Total SA est une multinationale française du secteur des hydrocarbures présente au Venezuela depuis 1950.
Le contrat pour la construction du Métro de Caracas est concédé en concession a le groupement français de 14 entreprises menées par Maurice Cancelonni, patron de la SGTE qui emporta en mai 1978 cette commande d'un milliard de francs, remportant l'appel d'offres de janvier 1976. La CIMT livrera le matériel roulant. Maurice Cancelonni, également président depuis 1973 de la Cerci, filiale de la Jeumont-Schneider spécialisée dans les systèmes automatisés en temps réel
Les relations économiques entre la France et le Venezuela sont marquées par deux facteurs d'incertitude: les nationalisations, qui ont joué en la défaveur de Total en avril 2006, malgré une indemnisation, et l'instabilité politique qui touche le pays depuis 2016. Si les deux pays ont conclu un accord de promotion et de protection réciproque des investissements, le Venezuela s'est retiré du Centre international pour le règlement des différends relatifs aux investissements en 2012.

## Échanges culturels
Le Venezuela accueille le lycée français de Caracas. On compte également un réseau d'Alliances françaises, une fête du cinéma français, de la gastronomie française, de la francophonie.
Une vision positive du régime politique du Venezuela règne dans certains milieux de la gauche française. 